# Франк Зибек
Франк Зибек (Шкојдиц, 17. август 1949) био је источнонемачки атлетичар специјалиста за трке са препонама. Такмичио се крајем 1960-их и почетком 1970-их година. Био је члан СД Лајпциг из Лајпцига.

## Спортска биографија
Први велики успех постигао је као јуниор. На претечама Европских првенства у атлетици за јуниоре, Европским јуниорским игргама 1968. у Лајпцигу освојио је сребрну медаљу у трци на 110 метара са препонама . Исти успех постигао је и на 1. Европском првенству у дворани 1970. на 60 метара са препонама, где је имао исти резултат као победник 7,8 сек освојио сребрну медаљу и поделио титулу рекордера европских првенства у дворани у тој дисциплини.
Следеће године на Европском првенству на отвореном 1971. у Хелсинкију осваја титулу европског првака на 110 м препоне резултатом 14,00 сек.
Због добрих резултата учествује на Олимпијским играма 1972. у Минхену, где у јакој конкурецији у трци на 110 м препоне, заузима 5. место.
Освојио је златну медаљу на Европском првенству у дворани 1973. у Ротердаму са новим рекордом европских првенстава на 60 м препоне 7,71. На следећа два европска првенства у дворани осваја још две медаље 1974. у Гетеборгу бронзану и 1975. у Катовицама сребрну.
Последње велико такмичење на којем је учествовао биле су Олимпијске игре 1976. у Монтреалу када не успева да се пласира у финале.
Франк Зибек је отац немачког репрезентативца у одбојци Марка Зибека.

## Лични рекорди
| Дисциплина    | резултат | Место    | Датум         |
| ------------- | -------- | -------- | ------------- |
| 110 м препоне | 13,33    | Берлин   | 10. јул 1976. |
| 60 м препоне  | 7,66     | Катовице | 8, март 1975. |